# Aleš Loprais

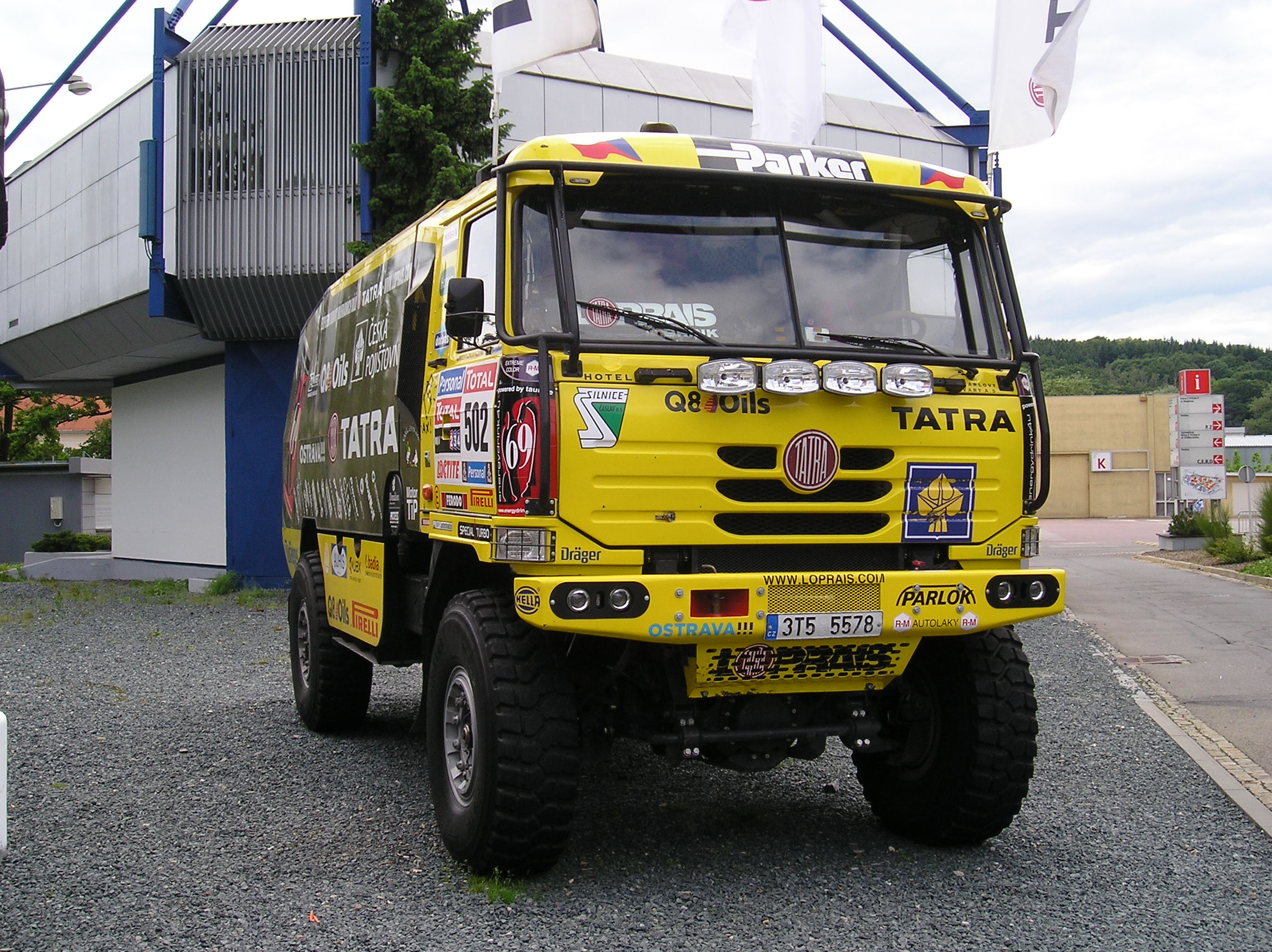
Tatra T815 4×4 de Aleš Loprais, 2011

Aleš Loprais (10 de enero de 1980 en Olomouc, Checoslovaquia, hoy República Checa) es un piloto de rally checo en categoría de camiones, activo participante del Rally Dakar y otras pruebas de rally raid, es sobrino del seis veces vencedor del Dakar Karel Loprais.

## Carrera deportiva
Loprais compitió por primera vez en el Rally Dakar en 2006 como navegante de su tío Karel Loprais y desde el año siguiente como piloto oficial del equipo Tatra, en el Rally Dakar 2007 obtuvo su mejor participación obteniendo la tercera posición final. Luego de varios abandonos en las siguientes ediciones ha obtenido dos sextos lugares en las ediciones de 2013 y 2014.
Aparte del Rally Dakar, Loprais ha competido en una serie de otras pruebas, incluyendo el Rally de Europa Central y Rally Ruta de la Seda, de cuya versión 2011 fue el vencedor.
Loprais compite con la marca checa Praga desde 2020. En el Rally Dakar de 2023, llevaba dos victorias de etapa y era líder de la general cuando accidentalmente atropelló a un espectador, causándole la muerte. El espectador llamado Livio Sassinotti estaba colocado detrás de una duna, en un punto invisible para Loprais y su tripulación. Estos recibieron la noticia al completar la etapa y decidieron no continuar al día siguiente.

## Resultados

### Rally Dakar
| Año                           | Clase                       | Vehículo                    | Posición                    | Victorias de etapa          |                             |
| Participaciones como piloto   | Participaciones como piloto | Participaciones como piloto | Participaciones como piloto | Participaciones como piloto | Participaciones como piloto |
| ----------------------------- | --------------------------- | --------------------------- | --------------------------- | --------------------------- | --------------------------- |
| 2007                          | Camiones                    | Tatra                       | 3.º                         | 1                           |                             |
| 2009                          | Camiones                    | Tatra                       | Ret.                        | -                           |                             |
| 2010                          | Camiones                    | Tatra                       | Ret.                        | -                           |                             |
| 2011                          | Camiones                    | Tatra                       | Ret.                        | 2                           |                             |
| 2012                          | Camiones                    | Tatra                       | Ret.                        | 1                           |                             |
| 2013                          | Camiones                    | Tatra                       | 6.º                         | 1                           |                             |
| 2014                          | Camiones                    | Tatra                       | 6.º                         | 2                           |                             |
| 2015                          | Camiones                    | MAN                         | 4.º                         | 1                           |                             |
| 2016                          | Camiones                    | Iveco                       | Ret.                        | -                           |                             |
| 2017                          | Camiones                    | Tatra                       | 7.º                         | -                           |                             |
| 2018                          | Camiones                    | Tatra                       | Ret.                        | 1                           |                             |
| 2019                          | Camiones                    | Tatra                       | 5.º                         | -                           |                             |
| 2020                          | Camiones                    | Praga                       | 7.º                         | -                           |                             |
| 2021                          | Camiones                    | Praga                       | 5.º                         | -                           |                             |
| 2022                          | Camiones                    | Praga                       | 21.º                        | -                           |                             |
| 2023                          | Camiones                    | Praga                       | Ret.                        | 2                           |                             |
| 2024                          | Camiones                    | Praga                       | 2.º                         | 2                           |                             |
| 2025                          | Camiones                    | Iveco                       | 3.º                         | 5                           |                             |
| Participaciones como copiloto |                             |                             |                             |                             |                             |
| 2006                          | Camiones                    | Tatra                       | Ret.                        | -                           |                             |
| Fuente:                       |                             |                             |                             |                             |                             |